# Falsters Nørre Herred

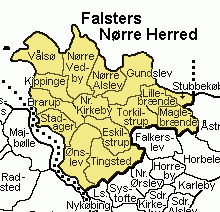
Falsters Nørre Herred

Falsters Nørre Herred was een herred in het voormalige Maribo Amt in Denemarken. De herred omvatte het noordelijk deel van het eiland Falster. In 1970 werd het gebied deel van de nieuwe provincie Storstrøm.

## Parochies
Naast de stad Stubbekøbing omvatte Falster Nørre 14 parochies.
- Brarup
- Eskilstrup
- Gundslev
- Kippinge
- Lillebrænde
- Maglebrænde
- Nørre Alslev
- Nørre Kirkeby
- Nørre Vedby
- Stadager
- Stubbekøbing
- Tingsted
- Torkilstrup
- Vålse
- Ønslev